# Prem Rawat
Prem Pal Singh Rawat (født 10. december 1957) er kendt som Maharaji og i 1970'erne som Guru Maharaj Ji eller Balyogeshwar. Han underviser i en meditationsform, som han kalder ”Viden”. I Vestens presse er Prem Rawat både blevet kaldt guru[kilde mangler] og sektleder i medier. I det 21. århundrede er det ofte nævnt internationalt i medierne som "ambassadør for fred".

## Divine Light Mission
I en alder af otte år efterfulgte Prem sin far, Hans Ji Maharaj, der skabte "Divine Light Mission (DLM)" og som havde opnået millioner af indiske tilhængere. I en alder af 12 år rejste Prem Rawat til Vesten for at sprede sit budskab.
Hans taler skabte dengang stor opmærksomhed og interesse især blandt unge mennesker ved bl.a. påstanden om at alle kan få en direkte oplevelse af "Gud" – som allerede hvilende inde i hvert eneste menneske.
Blandt hippietidens unge, så mange ham som en inkarnation af noget guddommeligt og under hans karismatiske indflydelse blev DLM den hurtigst voksende "nyreligiøse bevægelse" i Vesten.[kilde mangler] I USA og Europa, blev han dog mistænkeliggjort i kraft af sin unge alder og formodede guddommelige status. Journalister bemærkede især de utallige luksusbiler og mange huse, som blev stillet til rådighed for ham af hans tilhængere i adskillige lande.[kilde mangler]
Da Prem Rawat fyldte 16 år i 1973, overtog han den administrative ledelse af organisationen og blev mere direkte aktiv i arbejdet. Da han giftede han sig med en amerikaner mod sin indiske mors ønske, fornægtede hun ham og udnævnte derefter hans ældste bror som leder af DLM.[kilde mangler]

## Uden for Indien
Rawat fortsatte med bevægelsen uden for Indien og har senere fjernet de indiske aspekter af sin læring for at gøre sit budskab mere alment acceptabelt. Prem Rawat har modtaget adskillige honors for sin internationale fredsarbejde.
Således blev DLM opløst i Vesten i begyndelsen af 1980'erne, og nye organisationer som Elan Vital (1983) og The Prem Rawat Foundation (2001) opstod. Kernen i Prem Rawats undervisning er, at det menneskelige behov for indre fred og lykke kan opfyldes, når man vender sin bevidsthed indad for dér at finde en konstant kilde til glæde. Prem Rawat har modtaget adskillige honors for sin internationale fredsarbejde.
The Prem Rawat Foundation startede i 2007 en serie workshops med titlen "Peace Education Program" (PEP). PEP er designet til at hjælpe mennesker at opdage deres egne ressourcer som indre styrke, friheden til at vælge, håb og muligheden for indre fred.
PEP har fået opmærksomhed for sin succes med at holde frigivne fængselsfanger fra at vende tilbage til fængslerne. Programmet, som ikke kun har været en succes i nogle undervisningsinstitutioner, er i 2012 også adopteret af 28 fængsler i 10 forskellige lande. Landene er bl.a. U.S.A. , Sydafrika, Indien, Spanien, Irland, England og Australien. Cynthia Fitzpatrick lavede i 2015 en dokumentar om PEP, 'Inside Peace', som har modtaget priser på seks forskellige film festivaler.
I det 21. århundrede er det ofte nævnt internationalt i medierne som "ambassadør for fred". 
For sine ihærdige bestræbelser på at promovere fred i verden, blev Prem Rawat under en ceremony Malaysia i september 2012, tildelt the Asia Pacific Brands Foundation Lifetime Achievement Award.
Den 2. Februar 2014 talte Rawat til mere end 200.000 unge på den niende "Youth Peace Festival" i Delhi. Denne begivenhed var sponsoreret af The Times of India. The Times of India er det største engelsksprogede dagblad i Indien og rapporterede i detaljer om begivenheden. Også den vedhæftede nyhedskanal Times Now bragte en rapport.
I juni 2014 deltog Prem Rawat i to begivenheder i London, ved det ene præsenterede han "Pledge For Peace" deklarationen for det Britiske Parlament, hvor hver underskriver opfordres til informere deres tiltag på UN Peace Day som afholdes årligt en 21ende September. "The Pledge For Peace" blev iværksat i Bruxelles i 2011. Ved den anden begivenhed var Prem Rawat hovedtaler ved The Water and Food Award (WAF) arrangement i Westminster Hall. I fællesskab med med Prinsesse Basma Bint Ali af Jordan var Prem Rawat protektor ved denne præmieoverrækkelse. WAF blev grundlagt i København i 2008 og opfordrer til innovative projekter inden bæredygtighed eller forbedringer af miljøet.

## Kritik
Adskillige hjemmesider er oprettet på internettet de senere år med henblik på at formidle en kritik af Prem Rawat og den indflydelse, som hans lære har haft på folk, som har været involveret i hans bevægelse. Der er ligeledes oprettet samtalefora for tidligere elever af hans lære, hvor disse støtter hinanden i et forsøg på at overkomme såvel de psykiske som de fysiske følger af deres deltagelse i bevægelsen.

Ved mange lejligheder er Prem Rawat blevet kritiseret for at opfordre sine tilhængere til at begave ham; denne kritik har han bl.a. kommenteret i "Divine Times", i 1978, side 33, hvor han, idet han sammenligner sig med Jesus udtaler: 
Men der er også tegn på, at en lille højlydt gruppe af tidligere tilhængere på internettet spreder urigtige eller vildledende oplysninger.
I et interview i 1973  i Der Spiegel sagde Rawat: "Jeg har tabt troen på aviser. Jeg taler med dem (om dette) og den næste dag er der trykt noget fuldstændigt andet."
I det 21 århundrede deltog Rawat i nogle TV-interviews. I et interview, der blev sendt på Taiwan News Channel i juni 2014, havde Rawat følgende kommentarer omkring emnet kritik: " Hvad mig angår er mit fokus i livet ikke at behage kritikkere , men at bringe budskabet om fred til mennesker(...) Når man har gjort hvad jeg har gjort i mere end 5 årtier , ja så vil man få kritikkere (...) Folk sagde ,"Han sygner væk" nå, hvad så med tooghalvtreds år. Og jeg kører for fuld hammer, fordi det er min overbevisning. Og min overbevisning er at "fred er mulig". Og jeg vil gøre al det jeg skal gøre, fordi det er vigtigt for mig at mennesker finder fred i deres liv".